# محارية
محارية (الاسم العلمي: Pleurotaceae) هي فصيلة من الفطريات تتبع رتبة الغاريقونيات من طائفة الغاريقوناويات.
وهي فصيلة من الفطر الصغير إلى متوسط الحجم والذي لديه أبواغ بيضاء، وتحتوي على 6 أجناس و94 نوع. وتضم نوع الفطر المحاري المعروف.
يمكن أن يكون يتم الخلط بين الفطريات المنتمية للفصيلة المحارية مع تلك المنتمية للفصيلة المراسمية (الاسم العلمي: Marasmiaceae).
كثير من الأنواع في جنس فطر المحاري (الاسم العلمي: Pleurotus) وجنس فطر هوهنبوهليا (الاسم العلمي: Hohenbuehelia) هي ملتهمة للخيطيات nematophagous، وهذا لأنها تستمد التغذية من أكل الديدان الأسطوانية. وهذا ممكن بواسطة خيوط فطرية لها مقابض لاصقة تعلق على الديدان الاسطوانية وتفرز عليها مركبات قاتلة.

## أجناس
- محاري (الاسم العلمي: Pleurotus)
- هوهنبوهليا (الاسم العلمي: Hohenbuehelia)
- خودل